# Sophie in Beieren (1967)

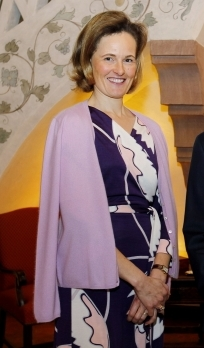
Sophie (2013).

Sophie Elisabeth Marie Gabrielle Herzogin in Bayern  (München, 28 oktober 1967) is een telg uit het voormalige koningshuis van Beieren.
Sophie is de dochter van Maximiliaan in Beieren en Elisabeth Gräfin Douglas. Bij geboorte werd zij, door de adoptie van haar vader, burgerrechtelijk Herzogin in Bayern, volgens het huisrecht is zij Prinzessin von Bayern. Sophie studeerde geschiedenis en Engels aan de Katholische Universität Eichstätt-Ingolstadt te Eichstätt. Op 3 juli 1993 trad Sophie in het huwelijk met erfprins Alois van Liechtenstein, die sinds 2004 regent van Liechtenstein is.
Het paar heeft vier kinderen:
- Joseph Wenzel (24 mei 1995)
- Marie Caroline (17 oktober 1996)
- Georg (20 april 1999)
- Nikolaus (6 december 2000)

Als afstammelinge van het Huis Stuart is Sophie tweede in de lijn van Jacobitische rechten op de Britse troon.
In 2006 stichtte het huis Liechtenstein de Sophie von Liechtenstein Stiftung für Frau und Kind die een advieswebsite voor zwangere vrouwen financiert.
- Gemeinsame Normdatei: 12188077X
- Virtual International Authority File: 32864213